# Raffaele De Martino
Raffaele De Martino (Nocera Inferiore, 8 aprile 1986) è un calciatore italiano, centrocampista  del Pontinia Calcio.

## Caratteristiche tecniche
Centrocampista centrale con propensione difensiva, piede di calcio destro.

## Carriera

### Club
Originario di Angri e cresciuto calcisticamente nell'Invicta Agro, società della confinante Sant'Egidio del Monte Albino, a 14 anni si trasferisce a Roma per giocare nelle giovanili della Roma, con cui ha esordito in Serie A il 7 novembre 2004. Nel gennaio del 2005 ha firmato un contratto con il Bellinzona, svincolandosi dalla società capitolina, e con la squadra svizzera ha disputato 11 presenze nella Challenge League 2004-2005.
Nel 2005 è tornato in Italia per vestire la maglia del Treviso, con cui ha disputato 14 gare nella massima serie. Nel 2006 è passato all'Udinese e, proprio con questa maglia, il 20 dicembre 2006 segna il suo primo ed unico gol nella massima serie contro l'Atalanta; a causa di un grave infortunio ha dovuto saltare tutta la stagione 2007-2008.
Il 1º agosto 2008 viene acquistato dall'Avellino, impegnato nel campionato di Serie B, a titolo definitivo per circa 400.000 Euro; la stagione sarà triste per la compagine irpina, vedendola retrocessa e poi, per motivi economici, cessare l'attività sportiva.
Il 15 luglio 2009 il giocatore firma un contratto annuale con il Crotone.
Il 27 gennaio 2011 firma un contratto che lo lega alla Nocerina fino 30 giugno 2011. Esordisce in maglia rossonera il 16 febbraio, giocando tutta la partita vinta per 1-0 a Carpi, debutta poi in campionato il 13 marzo seguente.
Al termine del contratto rimane svincolato.
L'11 febbraio 2012 viene ingaggiato dalla Paganese.
Il 19 luglio 2012, l'Aversa Normanna ingaggia il giocatore classe '86. Dopo una stagione altalenante, il 9 marzo 2013 De Martino firma la rescissione con l'Aversa Normanna.
Il 20 agosto 2013 firma con il Brindisi, puntando ad essere protagonista nel campionato di Serie D e ritrovando il suo vecchio compagno e amico delle giovanili della Roma Massimiliano Marsili. In seguito alla risoluzione del contratto con i brindisini, viene ingaggiato dal Martina Franca.
La stagione successiva voluto fortemente dal DS Ivano Pastore firma l'8 agosto per il Rimini, club appena retrocesso dalla Lega Pro e deciso a fare un campionato di vertice in Serie D per tornare subito tra i professionisti. Gli viene affidato dal mister Salvatore Campilongo il compito di dirigere la manovra di centrocampo della squadra biancorossa..
L'11 dicembre 2015, dopo aver conquistato la promozione in Lega Pro col club romagnolo, e aver collezionato dieci presenze nella prima parte di stagione, torna in Serie D firmando con il Fondi.
Dopo aver trascorso una stagione al Latina in Serie D, si accasa al Pontinia, militante per la prima volta nella sua storia nel campionato di Eccellenza Lazio
Nella stagione 2021-22, vissuti con i gradi di Capitano, viene promosso allenatore-giocatore del club amaranto dopo l'esonero del tecnico Mauro Pernarella: la Società ha optato per una soluzione interna al fine di traghettare la squadra nelle ultime quattro gare del campionato. L'esperienza si chiude con un punto in quattro gare (pareggio contro il Terracina all'esordio) e la retrocessione in Promozione Lazio.

### Nazionale
Nel dicembre del 2006 ha esordito con la Nazionale Under-21, in cui conta 2 presenze.

## Statistiche

### Presenze e reti nei club
| Stagione        | Squadra         | Campionato      | Campionato | Campionato | Coppe nazionali | Coppe nazionali | Coppe nazionali | Coppe europee | Coppe europee | Coppe europee | Altre coppe | Altre coppe | Altre coppe | Totale | Totale |
| Stagione        | Squadra         | Comp            | Pres       | Reti       | Comp            | Pres            | Reti            | Comp          | Pres          | Reti          | Comp        | Pres        | Reti        | Pres   | Reti   |
| --------------- | --------------- | --------------- | ---------- | ---------- | --------------- | --------------- | --------------- | ------------- | ------------- | ------------- | ----------- | ----------- | ----------- | ------ | ------ |
| 2003-2004       | Roma            | A               | 0          | 0          | CI              | 1               | 0               | CU            | 0             | 0             | -           | -           | -           | 1      | 0      |
| 2004-2005       | Roma            | A               | 5          | 0          | CI              | 2               | 0               | CL            | 2             | 0             | -           | -           | -           | 9      | 0      |
| Totale Roma     | Totale Roma     | Totale Roma     | 5          | 0          |                 | 3               | 0               |               | 2             | 0             |             | -           | *           | 10     | 0      |
| gen.-giu. 2005  | Bellinzona      | B               | 11         | 0          | CS              | 3               | 0               | -             | -             | -             | -           | -           | -           | 14     | 0      |
| 2005-2006       | Treviso         | A               | 14         | 0          | CI              | 0               | 0               | -             | -             | -             | -           | -           | -           | 14     | 0      |
| 2006-2007       | Udinese         | A               | 18         | 1          | CI              | 1               | 0               | -             | -             | -             | -           | -           | -           | 19     | 1      |
| 2007-2008       | Udinese         | A               | 0          | 0          | CI              | 0               | 0               | -             | -             | -             | -           | -           | -           | 0      | 0      |
| Totale Udinese  | Totale Udinese  | Totale Udinese  | 18         | 1          |                 | 1               | 0               |               | -             | -             |             | -           | *           | 19     | 1      |
| 2008-2009       | Avellino        | B               | 27         | 0          | CI              | 1               | 0               | -             | -             | -             | -           | -           | -           | 28     | 0      |
| 2009-2010       | Crotone         | B               | 23         | 0          | CI              | 1               | 0               | -             | -             | -             | -           | -           | -           | 24     | 0      |
| gen.-giu. 2011  | Nocerina        | PD              | 3          | 0          | CI              | 0               | 0               | -             | -             | -             | SL-C2       | 0           | 0           | 3      | 0      |
| gen.-giu. 2012  | Paganese        | SD              | 9+3        | 0          | -               | -               | -               | -             | -             | -             | -           | -           | -           | 12     | 0      |
| 2012-2013       | Aversa Normanna | SD              | 21         | 4          | CI-LP           | 2               | 1               | -             | -             | -             | -           | -           | -           | 23     | 5      |
| 2013-gen. 2014  | Brindisi        | D               | 10         | 0          | CI-D            | 1               | 0               | -             | -             | -             | -           | -           | -           | 11     | 0      |
| gen.-giu. 2014  | Martina         | SD              | 12         | 1          | -               | -               | -               | -             | -             | -             | -           | -           | -           | 12     | 1      |
| 2014-2015       | Rimini          | D               | 32+2       | 2          | CI-D            | 0               | 0               | -             | -             | -             | -           | -           | -           | 34     | 2      |
| 2015-gen. 2016  | Rimini          | LP              | 10         | 0          | CI-LP           | 0               | 0               | -             | -             | -             | -           | -           | -           | 10     | 0      |
| Totale Rimini   | Totale Rimini   | Totale Rimini   | 42+2       | 2          |                 | 0               | 0               |               | -             | -             |             | -           | -           | 44     | 2      |
| gen.-giu.2016   | Fondi           | D               | 13+1       | 0          | CI-D            | 0               | 0               | -             | -             | -             | -           | -           | -           | 14     | 0      |
| 2016-2017       | Fondi           | LP              | 34+1       | 0          | CI-LP           | 1               | 0               | -             | -             | -             | -           | -           | -           | 36     | 0      |
| 2017-2018       | Fondi           | C               | 31+2       | 1          | CI-C            | 2               | 0               | -             | -             | -             | -           | -           | -           | 35     | 1      |
| Totale Fondi    | Totale Fondi    | Totale Fondi    | 78         | 1          |                 | 3               | 0               |               | -             | -             |             | -           | -           | 81     | 1      |
| 2018-2019       | Latina          | D               | 28         | 2          | CI-D            | 1               | 0               | -             | -             | -             | -           | -           | -           | 29     | 2      |
| Totale carriera | Totale carriera | Totale carriera | 298+5      | 9          |                 | 16              | 1               |               | 2             | 0             |             | 0           | 0           | 321    | 9      |

## Palmarès

### Club

#### Competizioni nazionali
- Lega Pro Prima Divisione: 1

Nocerina: 2010-2011
- Serie D: 1

Rimini: 2014-2015
- Coppa Italia Serie D: 1

Fondi: 2015-2016